# NGC 3033
NGC 3033 est un amas ouvert,, situé dans la constellation des Voiles. Il a été découvert par l'astronome britannique John Herschel en 1835.

NGC 3033 est à environ 922 pc (∼3 010 al) du système solaire et les dernières estimations donnent un âge de 70 millions d'années. La taille apparente de l'amas est de 12 minutes d'arc, ce qui, compte tenu de la distance et grâce à un calcul simple, équivaut à une taille réelle d'environ 10,5 années-lumière.  
Selon la classification des amas ouverts de Robert Trumpler, cet amas renferme moins de 50 étoiles (lettre p) dont la concentration est moyenne (II) et dont les magnitudes se répartissent sur un grand intervalle (le chiffre 3).